# باشگاه فوتبال دپورتیوو سانتا سسیلیا
باشگاه فوتبال دپورتیوو سانتا سسیلیا یک تیم فوتبال اهل نیکاراگوئه است که قبلاً در سطح اول کشور بازی می‌کرد.

## تاریخچه
سانتا سسیلیا که در دیریامبا مستقر است، زمانی یکی از قدرت‌های برتر در فوتبال نیکاراگوئه بود. آن‌ها در سال‌های ۱۹۶۱، ۱۹۶۵ و پس از آن سه قهرمانی متوالی از ۱۹۷۱-۱۹۷۳ کسب کردند. اما در سال‌های بعد، آنها به دسته سوم سقوط کردند.